# Wanna One
Wanna One (hangul: 워너원; estilizado como WANNA·ONE) foi um grupo masculino sul-coreano temporário formado pela CJ E&M através do programa de sobrevivência Produce 101 Season 2 da Mnet. O grupo era composto por onze membros escolhidos entre 101 trainees: Kang Daniel, Park Ji-hoon, Lee Dae-hwi, Kim Jae-hwan, Ong Seong-wu, Park Woo-jin, Lai Guan-lin, Yoon Ji-sung, Hwang Min-hyun, Bae Jin-young e Ha Sung-woon. O grupo teve sua estreia oficial em agosto de 2017 e permaneceu em atividade até dezembro de 2018 sob selo da Swing Entertainment e CJ E&M.
O grupo encerrou suas atividades oficialmente em 31 de dezembro de 2018. Dia 28 de dezembro de 2018 o grupo teve sua última apresentação de despedida aos fãs no KBS Song Festival.

## História

### Pré-estreia
Todos os membros do grupo foram concorrentes do Produce 101 Season 2, título da segunda temporada do popular programa Produce 101, transmitido de 7 de abril de 2017 a 16 de junho de 2017. No episódio final, os onze vencedores, decididos por voto público, foram anunciados como membros do grupo, que recebeu o nome Wanna One. Ao longo da temporada, os concorrentes lançaram o total de dez músicas. Em 2 de julho, os vencedores participaram do concerto final do programa no Parque Olímpico de Seul.
Antes de aparecerem no programa, vários membros já estavam ativos na indústria do entretenimento. Park Ji-hoon foi um ator infantil e realizou aparições em várias séries de televisão, tais como Kimchi Cheese Smile e The King & I. Ele também participou de diversos programas de variedades com outros grupos masculinos. Em 2012, Hwang Min-hyun fez sua estreia como membro do grupo NU'EST. No mesmo ano, Kim Jae-hwan competiu na segunda temporada do Korea's Got Talent, mas foi eliminado na semifinal. Em 2014, Ha Sung-woon fez sua estreia no grupo Hotshot. Contudo, durante o período de atividade do Wanna One, nenhum deles poderá de participar de atividades com suas agências originais.

### 2017–presente:1X1=1 (To be One) / 0+1=1 (I Promise You)
Wanna One estreou oficialmente em 7 de agosto de 2017, apresentando-se em um evento intitulado Wanna One Premier Show-Con no Gocheok Sky Dome. No dia seguinte, o grupo lançou seu primeiro extended play, intitulado 1X1=1 (To Be One). Seu lançamento foi acompanhado pelo single "에너제틱 (Energetic)" e pelo clipe da faixa "활활 (Burn It Up)". "에너제틱 (Energetic)" foi um grande sucesso, totalizando quinze prêmios de programas musicais e mais de 1 milhão cópias vendidas digitalmente na Coreia do Sul.
Em 13 de novembro, lançou uma nova versão do álbum, intitulada 1-1=0 (Nothing Without You). Ela contém onze faixas, incluindo o single "Beautiful".
Em março, lançou seu terceiro EP intitulado 0+1=1 (I Promise You) que já conta com mais de 22 milhões de visualizações no YouTube na sua faixa título "Boomerang". Em junho, lançou seu quarto EP intitulado 1÷x=1 (Undivided) que já conta com mais de 16 milhões de visualizações na sua faixa-título "Light".

## Integrantes
Ordem dos membros de acordo com a classificação final do Produce 101 e créditos no website oficial do grupo.
- Kang Daniel (hangul: 강다니엘), nascido Kang Eui-geon (hangul: 강의건)[13] em Busan, Coreia do Sul em 10 de dezembro de 1996 (28 anos).[14][15] Durante a transmissão final do Produce 101 Season 2, Daniel ficou no primeiro lugar, totalizando mais de 1,5 milhão votos, sendo declarado como vencedor geral do programa e recebendo a posição central do Wanna One.[16] Antes de aparecer no programa, realizou uma participação no reality Her Secret Weapon (2015) como dançarino de apoio para o Cao Lu durante a apresentação de "Invitation" de Uhm Jung-hwa.[17] Ele era agenciado pela MMO Entertainment. Em 2019, fundou sua própria empresa, KONNECT Entertainment.

- Park Ji-hoon (hangul: 박지훈), nascido em Masan, Coreia do Sul em 29 de maio de 1999 (25 anos).[14] Durante a transmissão final, ficou no segundo lugar, totalizando mais de 1,13 milhão votos.[16] Antes de participar do programa, foi um ator infantil, participando de musicais e séries de televisão, além de trabalhar como modelo de propaganda.[18] Ele é agenciado pela Maroo Entertainment. Antes de se transferir a ela, Ji-hoon foi trainee da S.M. Entertainment e Fantagio.[19]
- Lee Dae-hwi (hangul: 이대휘), nascido em Seul, Coreia do Sul em 29 de janeiro de 2001 (24 anos).[14] Durante a transmissão final, ficou em terceiro lugar, totalizando mais de 1,10 milhão votos.[16] Ele viveu e estudou nos Estados Unidos por cinco anos e também morou no Japão por dois anos antes de retornar à Coreia do Sul para seguir carreira no K-pop.[20] Ele é agenciado pela Brand New Music. Antes de se transferir a ele, Dae-hwi foi trainee da JYP Entertainment.
- Kim Jae-hwan (hangul: 김재환), nascido em Seul, Coreia do Sul em 27 de maio de 1996 (28 anos).[14] Durante a transmissão final, ficou em quarto lugar, totalizando mais de um milhão de votos.[16] Em 2012, participou da segunda temporada do Korea's Got Talent, chegando às semifinais, quando foi eliminado. Ele também participou do Vocal War: God's Voice, tendo conquistado o primeiro lugar.[21] Jae-hwan é ex-membro da banda ShelRock, agenciada pela The Music Works, que teria sua estreia no início de 2015, mas teve seu fim anunciado em agosto do mesmo ano.[22] Competiu no Produce 101 Season 2 sob selo de nenhuma agência.
- Ong Seong-wu (hangul: 옹성우), nascido em Incheon, Coreia do Sul em 25 de agosto de 1995 (29 anos).[14] Durante a transmissão final, ficou em quinto lugar, totalizando mais de 980 mil votos. Antes de participar do programa, estrelou um curta-metragem produzido pela Fantagio, sua agência, para promover seu grupo de atores, Surprise U. A agência esclareceu que, embora o filme seja lançado, Ong não se juntaria ao Surprise U.[16][23] Ele também realizou uma aparição na web série Idol Fever, produzida pela Fantagio para o mesmo proposito.[24]
- Park Woo-jin (hangul: 박우진), nascido em Busan, Coreia da Sul em 2 de novembro de 1999 (25 anos).[14][15] Durante a transmissão final, ficou em sexto lugar, totalizando mais de 930 mil votos.[16] Ele obteve um constante crescimento em popularidade ao longo da temporada, desde a sua pior posição no ranking (75º lugar), alcançada no segundo episódio, até o sexto lugar conquistado no último episódio.[25] Com nove anos de idade, participou da primeira temporada do Superstar K.[26] Woo-jin é agenciado pela Brand New Music. Antes de transferir-se a ela, foi um trainee da JYP Entertainment.
- Lai Guan-lin (chinês: 賴冠霖), nascido em Nova Taipé, Taiwan em 23 de setembro de 2001 (23 anos).[14] Durante a transmissão final, ficou em sétimo lugar, totalizando mais de 905 mil votos.[16] Quando era jovem, morou em Los Angeles, Estados Unidos durante cinco anos antes de se mudar à Coreia do Sul para seguir carreira no K-pop.[27] Ele é agenciado pela Cube Entertainment.
- Yoon Ji-sung (hangul: 윤지성), nascido Yoon Byung-ok (hangul: 윤병옥)[28] em Wonju, Gangwon-do, Coreia do Sul em 8 de março de 1991 (34 anos).[14] Durante a transmissão final, ficou em oitavo lugar, totalizando mais de 902 mil votos. Ele é o líder do grupo, conforme selecionado pelos membros do grupo.[16] Ji-sung era agenciado pela MMO Entertainment, mas mudou-se para a LM Entertainment..
- Hwang Min-hyun (hangul: 황민현), nascido em Busan, Coreia do Sul em 9 de agosto de 1995 (29 anos).[14] Durante a transmissão final, ficou em nono lugar, totalizando mais de 862 mil votos.[16] Em 2012, Min-hyun estreou como membro do do grupo NU'EST sob selo da Pledis Entertainment.[29]
- Bae Jin-young (hangul: 배진영), nascido em Seul, Coreia do Sul em 10 de maio de 2000 (24 anos).[14] Durante a transmissão final, ficou em décimo lugar, totalizando mais de 807 mil votos.[16] Ele é agenciado pela C9 Entertainment.
- Ha Sung-woon (hangul: 하성운), nascido em Goyang, Gyeonggi-do, Coreia do Sul em 22 de março de 1994 (31 anos).[14] Durante a transmissão final, ficou em décimo primeiro lugar, totalizando 790 mil votos.[16] Em 2014, estreou como membro do grupo Hotshot sob selo da Star Crew Entertainment (anteriormente conhecida como Ardor&Able).[30]

## Discografia

### Extended plays
| Título            | Detalhes | Melhores posições nas paradas | Melhores posições nas paradas | Melhores posições nas paradas | Melhores posições nas paradas | Vendas                                        |
| Título            | Detalhes | KOR                           | FRA                           | JPN                           | US World                      | Vendas                                        |
| ----------------- | --- | ----------------------------- | ----------------------------- | ----------------------------- | ----------------------------- | --------------------------------------------- |
| 1×1=1 (To Be One) | - Lançamento: 7 de agosto de 2017 - Gravadora: YMC Entertainment, CJ E&M - Formatos: CD, Download digital           | 1                             | 151                           | 12 4 (versão japonesa)        | 3                             | - KOR: 726,155+ - CHN: 90,000+ - JPN: 22,301+ |
| 1×1=1 (To Be One) | - Relançamento: 13 de novembro de 2017 - Gravadora(s): YMC Entertainment, CJ E&M - Formato(s): CD, download digital | ASA                           | ASA                           | ASA                           | ASA                           | ASA                                           |

### Singles
| Título                                                                                   | Ano  | Melhores posições nas paradas | Melhores posições nas paradas | Vendas          | Álbum                       |
| Título                                                                                   | Ano  | KOR                           | US World                      | Vendas          | Álbum                       |
| ---------------------------------------------------------------------------------------- | ---- | ----------------------------- | ----------------------------- | --------------- | --------------------------- |
| "에너제틱 (Energetic)"                                                                   | 2017 | 1                             | 6                             | - KOR: 727,231+ | 1X1=1 (To Be One)           |
| "활할 (Burn It Up)"                                                                      | 2017 | 4                             | —                             | - KOR: 422,397+ | 1X1=1 (To Be One)           |
| "Beautiful"                                                                              | 2017 | ASA                           | ASA                           | ASA             | 1-1=0 (Nothing Without You) |
| "—" indica lançamentos que não figuraram nas paradas ou não foram lançados nessa região. |      |                               |                               |                 |                             |

### Outras canções cartografadas
| Título                               | Ano  | Melhores posições nas paradas | Vendas          | Álbum             |
| Título                               | Ano  | KOR                           | Vendas          | Álbum             |
| ------------------------------------ | ---- | ----------------------------- | --------------- | ----------------- |
| "Wanna Be (My Baby)"                 | 2017 | 7                             | - KOR: 320,521+ | 1X1=1 (To Be One) |
| "Always (Acoustic Ver.)" (이 자리에) | 2017 | 10                            | - KOR: 164,632+ | 1X1=1 (To Be One) |
| "To Be One (Intro.)"                 | 2017 | 18                            | - KOR: 89,757+  | 1X1=1 (To Be One) |

## Filmografia

### Reality shows
- Produce 101 Season 2 (2017)
- Wanna One Go (2017)
- Wanna One Go Season 2 (2017)

## Prêmios e indicações

### Prêmios de programas de música

#### Inkigayo
| Ano  | Data         | Canção      |
| ---- | ------------ | ----------- |
| 2017 | 20 de Agosto | "Energetic" |
| 2017 | 27 de Agosto | "Energetic" |

#### M Countdown
| Ano  | Data           | Canção          |
| ---- | -------------- | --------------- |
| 2017 | 17 de Agosto   | "Energetic"     |
| 2017 | 24 de Agosto   | "Energetic"     |
| 2017 | 31 de Agosto   | "Energetic"     |
| 2017 | 23 de Novembro | "Beautiful"     |
| 2018 | 29 de Março    | "Boomerang"     |
| 2018 | 5 de Abril     | "Boomerang"     |
| 2018 | 14 de Junho    | "Light"         |
| 2018 | 29 de Novembro | "Spring Breeze" |

#### Music Bank
| Ano  | Data           | Canção          |
| ---- | -------------- | --------------- |
| 2017 | 18 de Agosto   | "Energetic"     |
| 2017 | 25 de Agosto   | "Energetic"     |
| 2017 | 24 de Novembro | "Beautiful"     |
| 2017 | 1 de Dezembro  | "Beautiful"     |
| 2018 | 30 de Março    | "Boomerang"     |
| 2018 | 6 de Abril     | "Boomerang"     |
| 2018 | 13 de Abril    | "Boomerang"     |
| 2018 | 15 de Junho    | "Light"         |
| 2018 | 22 de Junho    | "Light"         |
| 2018 | 30 de Novembro | "Spring Breeze" |

#### Show Champion
| Ano  | Data           | Canção                   |
| ---- | -------------- | ------------------------ |
| 2017 | 16 de Agosto   | "Energetic"              |
| 2017 | 23 de Agosto   | "Energetic"              |
| 2017 | 30 de Agosto   | "Energetic"              |
| 2017 | 22 de Novembro | "Beautiful"              |
| 2018 | 21 de Março    | "I Promise You (I.P.U.)" |
| 2018 | 28 de Março    | "Boomerang"              |
| 2018 | 4 de Abril     | "Boomerang"              |
| 2018 | 13 de Junho    | "Light"                  |
| 2018 | 20 de Junho    | "Light"                  |
| 2018 | 28 de Novembro | "Spring Breeze"          |
| 2018 | 5 de Dezembro  | "Spring Breeze"          |

#### Show! Music Core
| Ano  | Data           | Canção                   |
| ---- | -------------- | ------------------------ |
| 2017 | 19 de Agosto   | "Energetic"              |
| 2017 | 26 de Agosto   | "Energetic"              |
| 2017 | 2 de Setembro  | "Energetic"              |
| 2017 | 25 de Novembro | "Beautiful"              |
| 2017 | 2 de Dezembro  | "Beautiful"              |
| 2017 | 9 de Dezembro  | "Beautiful"              |
| 2017 | 16 de Dezembro | "Beautiful"              |
| 2018 | 17 de Março    | "I Promise You (I.P.U.)" |
| 2018 | 31 de Março    | "Boomerang"              |
| 2018 | 7 de Abril     | "Boomerang"              |
| 2018 | 16 de Junho    | "Light"                  |
| 2018 | 1 de Dezembro  | "Spring Breeze"          |

#### The Show
| Ano  | Data           | Canção          |
| ---- | -------------- | --------------- |
| 2017 | 22 de Agosto   | "Energetic"     |
| 2017 | 29 de Agosto   | "Energetic"     |
| 2018 | 3 de Abril     | "Boomerang"     |
| 2018 | 12 de Junho    | "Light"         |
| 2018 | 27 de Novembro | "Spring Breeze" |
| 2018 | 4 de Dezembro  | "Spring Breeze" |